# シカンダル・シャー (スール朝)
シカンダル・シャー（Sikandar Shah, 生年不詳 - 1559年）は、北インド、 スール朝の第6代君主（在位：1555年）。

## 生涯
シカンダル・シャーはラホールを統治していた。彼はまた、スール朝の君主イスラーム・シャーの娘婿であった。
1554年末、イスラーム・シャーが没し、息子フィールーズ・シャーが王位を継承したが、一カ月足らずでムハンマド・アーディル・シャーによって殺害された。
1555年、アーディル・シャーの姉妹の夫であるイブラーヒーム・シャーは反乱を起こし、アーディル・シャーの軍を破り、デリーを占拠した。また、この年にシカンダル・シャーもラホールで独立していた。
シカンダル・シャーはデリーに向けて進軍し、イブラーヒーム・シャーの軍勢をアーグラ付近で敗り、デリーをから駆逐した。かくして、彼が最終的なデリーの支配者になった。
だが、シェール・シャーによって駆逐されていたムガル帝国の皇帝フマーユーンが北インドに侵入しつつあり、同年2月にはラホールを占拠した。その後、ディラールプル、ジャーランダルが相次いで占拠された。
シカンダル・シャーはムガル軍に対して騎兵3万を送ったが、これはマッチワーラーで打ち破られてしまい、シルヒンドが占拠された。そのため、彼は騎兵8万を自ら率いて出陣し、シルヒンドで対峙した。だが、同年6月22日にシカンダル・シャーの軍勢はムガル軍に再び打ち破られ、シヴァリク丘陵に敗走した。そして、7月にはムガル帝国軍はデリーを占領し、スール朝はここに滅亡した。
1556年末、シカンダル・シャーはムガル帝国軍に攻撃を仕掛け、その武将フワージャ・ヒズル・ハーンを破った。だが、摂政バイラム・ハーンは援軍を送り、同年12月7日にはバイラム・ハーン自身が皇帝アクバルをともなって出陣した。
シカンダル・シャーは再びシヴァリク丘陵に退却し、マーンコートに籠城した。その後、城を6ヶ月の間包囲されたのち、1557年7月25日に降伏した。降伏後、アクバルにビハールに領土を与えられたが、短期間のうちに追い出され、1559年にベンガルで死亡した。